# Birac (Charente)
Pour les articles homonymes, voir Birac.
Birac est une commune du Sud-Ouest de la France, située dans le département de la Charente (région Nouvelle-Aquitaine).
Ses habitants sont appelés les Biracois et les Biracoises.

## Géographie

### Localisation et accès
Birac est une commune située à 4 km au sud de Châteauneuf-sur-Charente et 20 km au sud-ouest d'Angoulême.
Birac est située sur la D 14, la route de Châteauneuf à Barbezieux; Barbezieux est à 12 km au sud.
La N 10 entre Angoulême et Bordeaux passe à 2,6 km au sud-est du bourg. La D 10, de Jarnac à Aubeterre par Châteauneuf, Blanzac et Montmoreau traverse l'est de la commune, et permet de rejoindre la N.10 à Jurignac.
D'autres routes départementales de moindre importance traversent la commune.
La gare la plus proche est celle de Châteauneuf, desservie par des TER à destination d'Angoulême, Cognac, Saintes et Royan.

### Hameaux et lieux-dits
Hormis le bourg, la commune compte quelques hameaux, comme la Galacherie et la Croix Nouveau au nord le long du chemin Boisné, la Pouyade, Bussac et les Bouries à l'est. Il y a aussi de nombreuses fermes.

### Communes limitrophes
|            | Châteauneuf-sur-Charente |                       |
|            | Birac                    | Roullet-Saint-Estèphe |
| Bellevigne |                          | Val des Vignes        |

### Géologie et relief

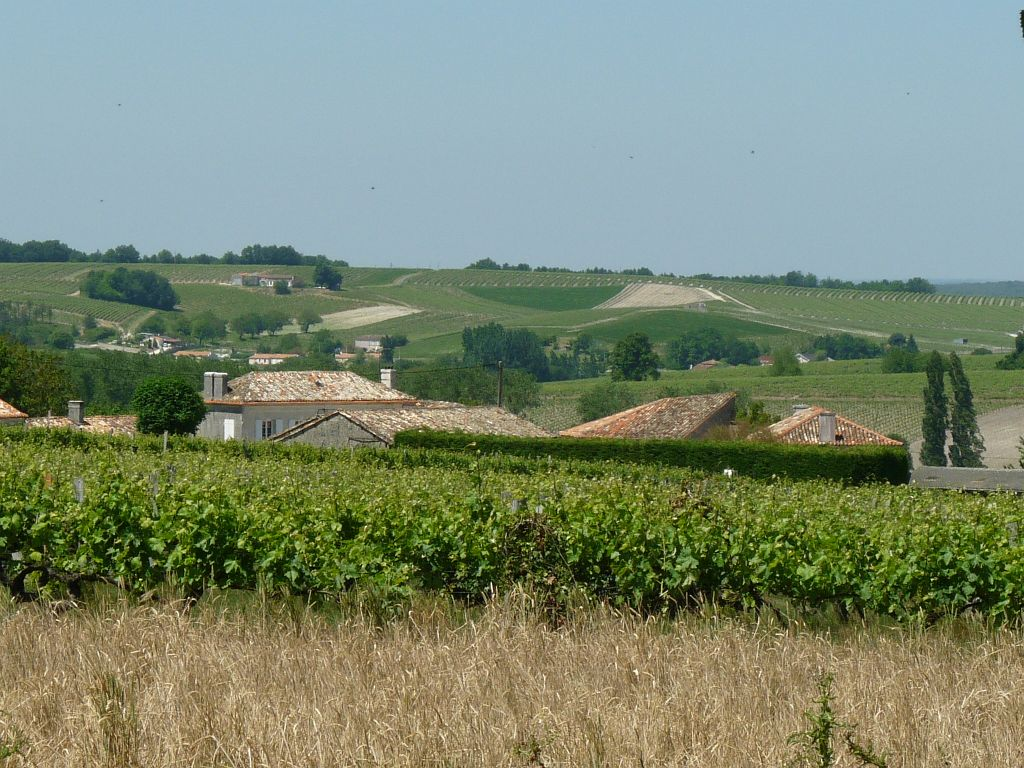
Les vignobles.

La commune occupe un plateau calcaire datant du Crétacé, qui s'étage entre l'Angoumien (ou Turonien) au nord et le Campanien au sud, en passant par le Coniacien et le Santonien qui occupent le centre de la commune.
Le territoire communal occupe un palier entre deux cuestas qui regardent vers le nord-est. La première, en limite nord-est de la commune et peu marquée dans la commune, sépare le Turonien inférieur du Turonien supérieur (calcaire plus dur), et forme le bord sud de la vallée de la Charente. On retrouve cet escarpement plus nettement vers l'est en direction de Claix, La Couronne et le plateau d'Angoulême, et vers l'ouest en direction de Saint-Même-les-Carrières. La deuxième cuesta, sur la limite sud de la commune, plus haute, est dans le Campanien et va vers l'ouest en direction de Bouteville et Segonzac, et vers l'est en direction de Jurignac, Plassac-Rouffiac et Villebois-Lavalette,,.
Le relief de la commune est celui d'un bas plateau d'une altitude moyenne de 80 m, entouré au sud-est et au sud-ouest par des hauteurs de plus de 100 m formées par la cuesta du Campanien. Le point culminant de la commune est à une altitude de 131 m, situé près de la limite sud à Puycaillon. Le point le plus bas est à 49 m, situé en limite nord-ouest le long du ruisseau du Biau. Le bourg est à 75 m d'altitude.

### Hydrographie

#### Réseau hydrographique

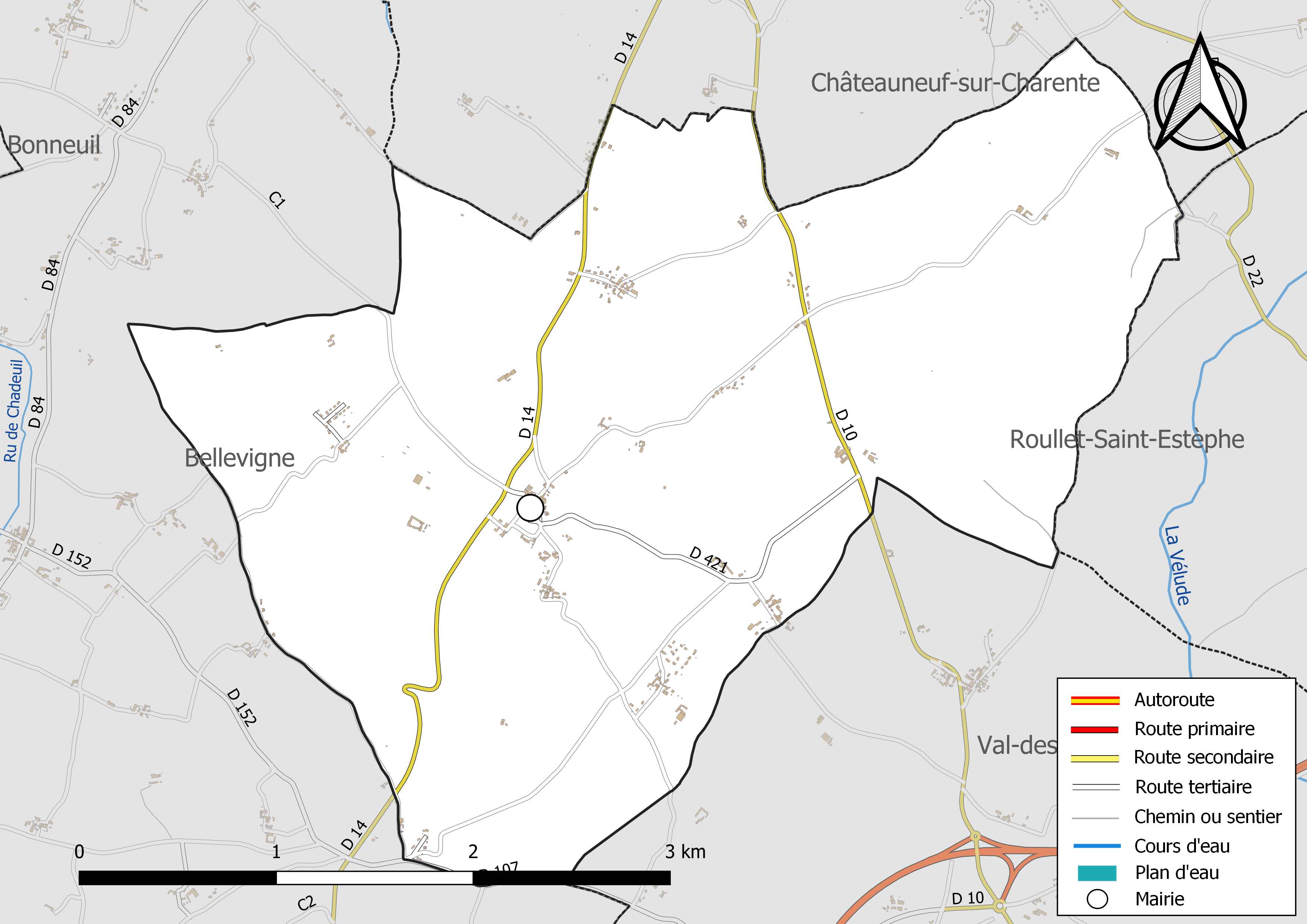
Réseaux hydrographique et routier de Birac.

La commune est située dans le bassin versant de la Charente au sein  du Bassin Adour-Garonne. Aucun cours d'eau permanent n'est répertorié sur la commune,.
On peut cependant signaler le ruisseau du Biau, en limite nord-ouest, à sec la plupart du temps dans la partie communale, qui se dirige vers le nord vers Châteauneuf où il se jette dans la Charente.

### Climat
Comme dans les trois quarts sud et ouest du département, le climat est océanique aquitain.

## Urbanisme

### Typologie
Au 1er janvier 2024, Birac est catégorisée commune rurale à habitat très dispersé, selon la nouvelle grille communale de densité à 7 niveaux définie par l'Insee en 2022.
Elle est située hors unité urbaine. Par ailleurs la commune fait partie de l'aire d'attraction d'Angoulême, dont elle est une commune de la couronne,. Cette aire, qui regroupe 94 communes, est catégorisée dans les aires de 50 000 à moins de 200 000 habitants,.

### Occupation des sols
L'occupation des sols de la commune, telle qu'elle ressort de la base de données européenne d’occupation biophysique des sols Corine Land Cover (CLC), est marquée par l'importance des territoires agricoles (89,6 % en 2018), en diminution par rapport à 1990 (90,4 %). La répartition détaillée en 2018 est la suivante : 
cultures permanentes (44 %), terres arables (28,6 %), zones agricoles hétérogènes (17 %), forêts (7,3 %), mines, décharges et chantiers (3,1 %). L'évolution de l’occupation des sols de la commune et de ses infrastructures peut être observée sur les différentes représentations cartographiques du territoire : la carte de Cassini (XVIIIe siècle), la carte d'état-major (1820-1866) et les cartes ou photos aériennes de l'IGN pour la période actuelle (1950 à aujourd'hui).

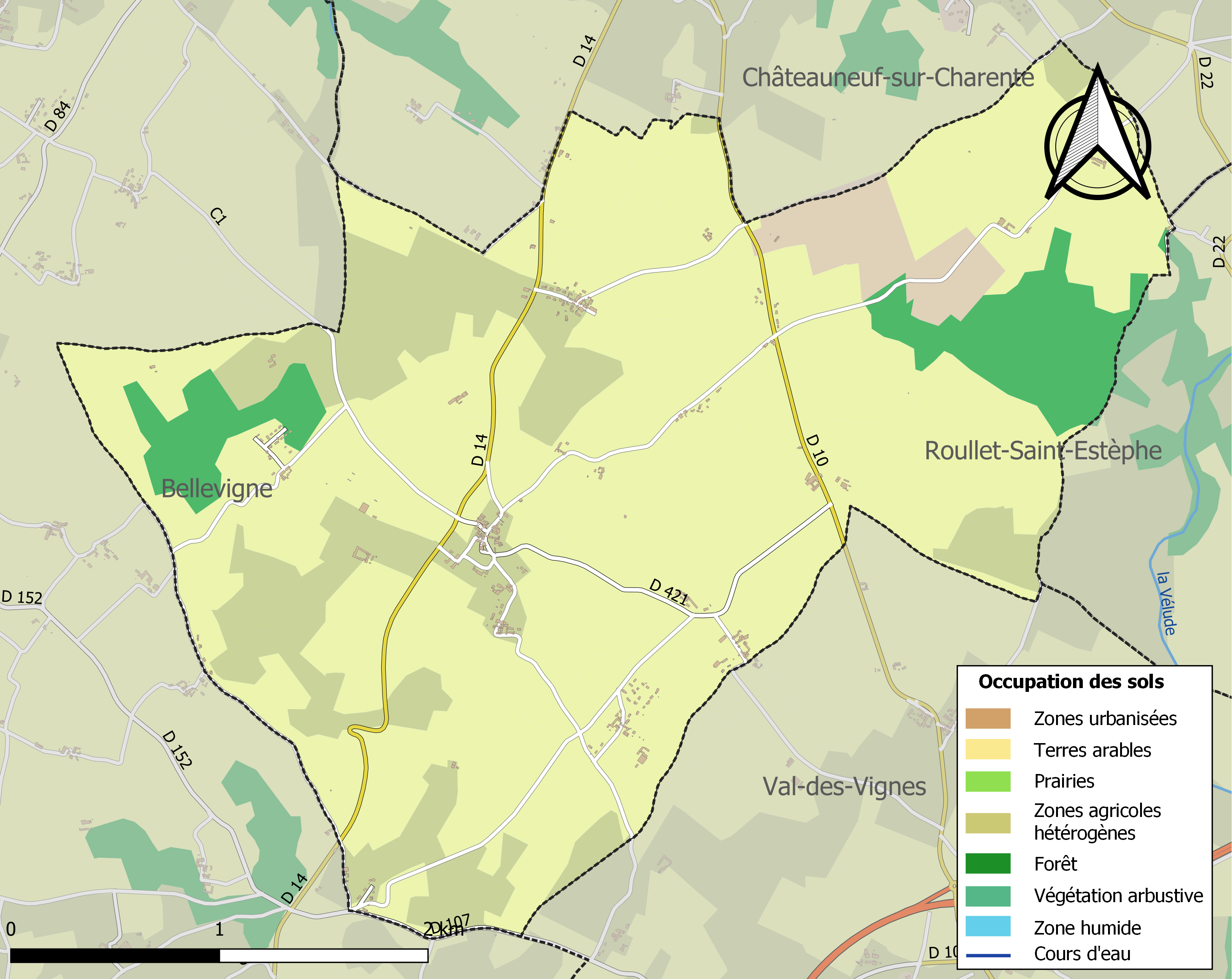
Carte des infrastructures et de l'occupation des sols de la commune en 2018 (CLC).

### Risques majeurs
Le territoire de la commune de Birac est vulnérable à différents aléas naturels : météorologiques (tempête, orage, neige, grand froid, canicule ou sécheresse) et séisme (sismicité faible). Il est également exposé à un risque technologique,  le transport de matières dangereuses. Un site publié par le BRGM permet d'évaluer simplement et rapidement les risques d'un bien localisé soit par son adresse soit par le numéro de sa parcelle.

#### Risques naturels

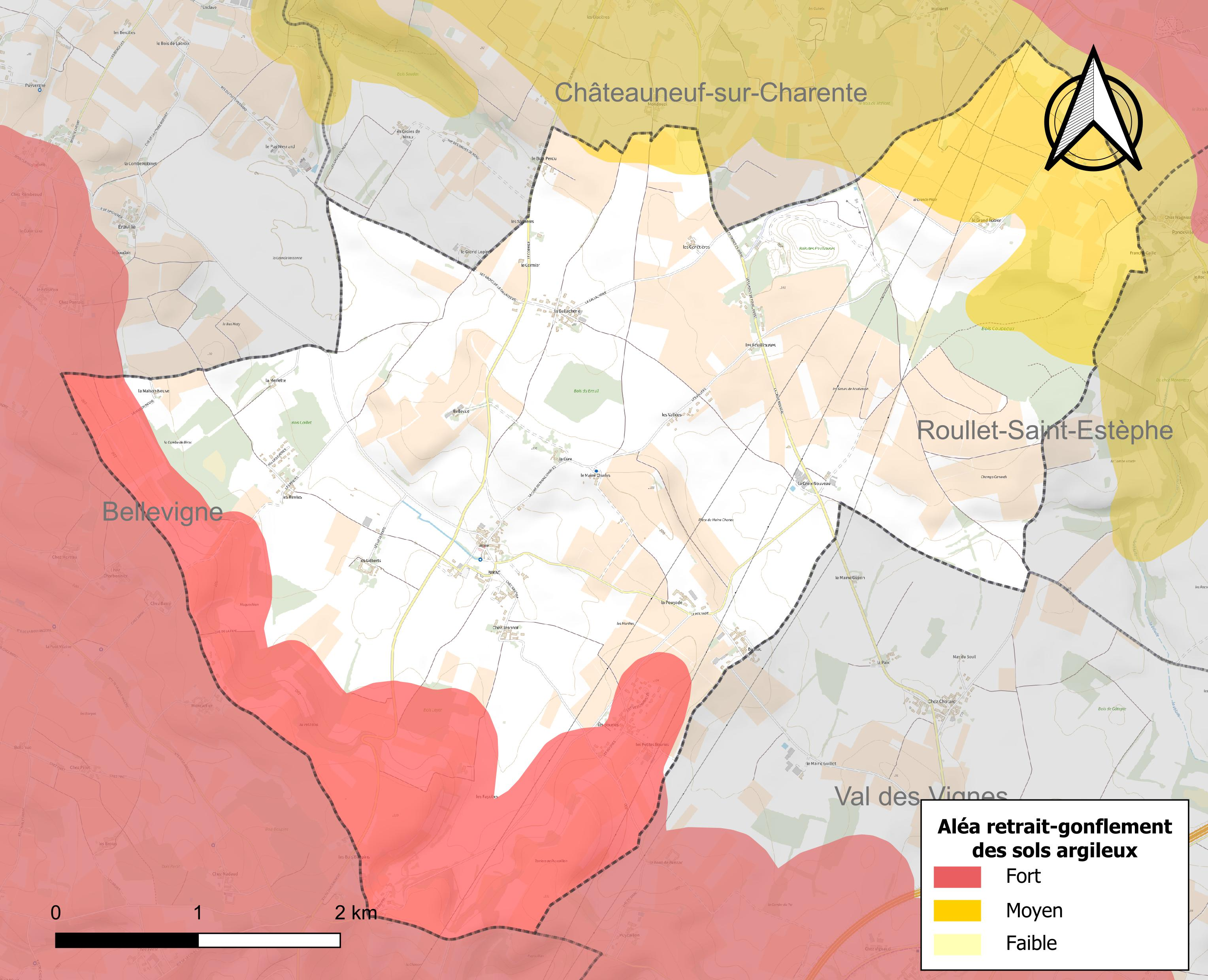
Carte des zones d'aléa retrait-gonflement des sols argileux de Birac.

Le retrait-gonflement des sols argileux est susceptible d'engendrer des dommages importants aux bâtiments en cas d’alternance de périodes de sécheresse et de pluie. 29,6 % de la superficie communale est en aléa moyen ou fort (67,4 % au niveau départemental et 48,5 % au niveau national). Sur les 162 bâtiments dénombrés sur la commune en 2019,  42 sont en aléa moyen ou fort, soit 26 %, à comparer aux 81 % au niveau départemental et 54 % au niveau national. Une cartographie de l'exposition du territoire national au retrait gonflement des sols argileux est disponible sur le site du BRGM,.
Par ailleurs, afin de mieux appréhender le risque d’affaissement de terrain, l'inventaire national des cavités souterraines permet de localiser celles situées sur la commune.
La commune a été reconnue en état de catastrophe naturelle au titre des dommages causés par les inondations et coulées de boue survenues en 1982 et 1999. Concernant les mouvements de terrains, la commune a été reconnue en état de catastrophe naturelle au titre des dommages causés par des mouvements de terrain en 1999.

#### Risques technologiques
Le risque de transport de matières dangereuses sur la commune est lié à sa traversée par une ou des infrastructures routières ou ferroviaires importantes ou la présence d'une canalisation de transport d'hydrocarbures. Un accident se produisant sur de telles infrastructures est susceptible d’avoir des effets graves sur les biens, les personnes ou l'environnement, selon la nature du matériau transporté. Des dispositions d’urbanisme peuvent être préconisées en conséquence.

## Toponymie
Le nom de Birac n'a pas tellement évolué, puisqu'une forme ancienne est de Biraco en 1291.
L'origine du nom de Birac remonterait à un nom de personne gallo-roman ou gaulois Birus auquel est apposé le suffixe -acum, ce qui correspondrait au « domaine de Birus »,.

## Histoire

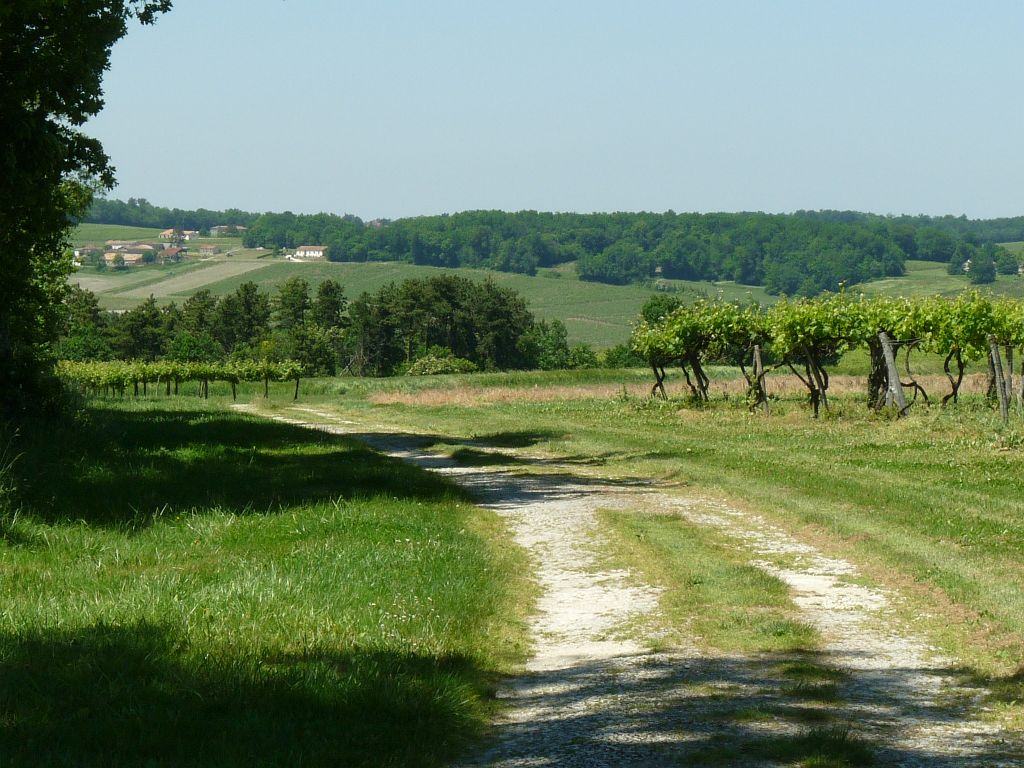
Le chemin de la Faye.

La commune est traversée par le chemin Boisné, ancienne voie romaine de Saintes à Périgueux passant par Villebois-Lavalette, et le chemin de la Faye, chemin antique parallèle passant sur les hauteurs et faisant la limite communale avec Malaville.
Au Moyen Âge, la paroisse de Birac comptait de nombreux fiefs. Un des plus importants était les Beauries (actuellement les Bouries), dont le logis possède une porte Renaissance qui existe encore, et qui appartenait aux XVe et XVIe siècles à la famille Dussault. Il y avait aussi le Maine Charles près du bourg et le Rosier au nord. Le logis des Gilberts date du XVIIe siècle.

## Administration
| Période                                  | Période  | Identité             | Étiquette | Qualité                                                                      |
| ---------------------------------------- | -------- | -------------------- | --------- | ---------------------------------------------------------------------------- |
| 1982                                     | 2014     | Jean-Marie Parenteau | PS        | Viticulteur retraité, suppléant de la députée Marie-Line Reynaud (1997-2002) |
| 2014                                     | 2020     | Claude Guiard        |           | Ancien ouvrier                                                               |
| 2020                                     | En cours | Ludovic Pasierb      | Horizons  | Professeur de menuiserie                                                     |
| Les données manquantes sont à compléter. |          |                      |           |                                                                              |

## Démographie

### Évolution démographique
L'évolution du nombre d'habitants est connue à travers les recensements de la population effectués dans la commune depuis 1793. Pour les communes de moins de 10 000 habitants, une enquête de recensement portant sur toute la population est réalisée tous les cinq ans, les populations de référence des années intermédiaires étant quant à elles estimées par interpolation ou extrapolation. Pour la commune, le premier recensement exhaustif entrant dans le cadre du nouveau dispositif a été réalisé en 2005.

En 2022, la commune comptait 368 habitants, en évolution de +2,51 % par rapport à 2016 (Charente : −0,48 %, France hors Mayotte : +2,11 %).
| 1793 | 1800 | 1806 | 1821 | 1831 | 1841 | 1846 | 1851 | 1856 |
| ---- | ---- | ---- | ---- | ---- | ---- | ---- | ---- | ---- |
| 230  | 223  | 275  | 318  | 311  | 362  | 332  | 332  | 378  |

| 1861 | 1866 | 1872 | 1876 | 1881 | 1886 | 1891 | 1896 | 1901 |
| ---- | ---- | ---- | ---- | ---- | ---- | ---- | ---- | ---- |
| 396  | 380  | 352  | 312  | 306  | 246  | 244  | 246  | 252  |

| 1906 | 1911 | 1921 | 1926 | 1931 | 1936 | 1946 | 1954 | 1962 |
| ---- | ---- | ---- | ---- | ---- | ---- | ---- | ---- | ---- |
| 260  | 278  | 246  | 268  | 282  | 267  | 277  | 291  | 256  |

| 1968 | 1975 | 1982 | 1990 | 1999 | 2005 | 2006 | 2010 | 2015 |
| ---- | ---- | ---- | ---- | ---- | ---- | ---- | ---- | ---- |
| 246  | 237  | 221  | 234  | 214  | 245  | 248  | 333  | 366  |

| 2020 | 2022 | - | - | - | - | - | - | - |
| ---- | ---- | - | - | - | - | - | - | - |
| 369  | 368  | - | - | - | - | - | - | - |

### Pyramide des âges
La population de la commune est relativement jeune.
En 2018, le taux de personnes d'un âge inférieur à 30 ans s'élève à 33,1 %, soit au-dessus de la moyenne départementale (30,2 %). À l'inverse, le taux de personnes d'âge supérieur à 60 ans est de 18,5 % la même année, alors qu'il est de 32,3 % au niveau départemental.
En 2018, la commune comptait 190 hommes pour 174 femmes, soit un taux de 52,2 % d'hommes, largement supérieur au taux départemental (48,41 %).
Les pyramides des âges de la commune et du département s'établissent comme suit.
| Hommes | Classe d’âge | Femmes |
| ------ | ------------ | ------ |
| 0,5    | 90 ou +      | 0,0    |
| 7,3    | 75-89 ans    | 5,7    |
| 11,4   | 60-74 ans    | 11,9   |
| 22,8   | 45-59 ans    | 21,6   |
| 23,3   | 30-44 ans    | 29,5   |
| 11,4   | 15-29 ans    | 10,8   |
| 23,3   | 0-14 ans     | 20,5   |

| Hommes | Classe d’âge | Femmes |
| ------ | ------------ | ------ |
| 1      | 90 ou +      | 2,7    |
| 9,2    | 75-89 ans    | 12     |
| 20,6   | 60-74 ans    | 21,3   |
| 20,7   | 45-59 ans    | 20,3   |
| 16,8   | 30-44 ans    | 16     |
| 15,6   | 15-29 ans    | 13,4   |
| 16,1   | 0-14 ans     | 14,3   |

## Économie

### Agriculture

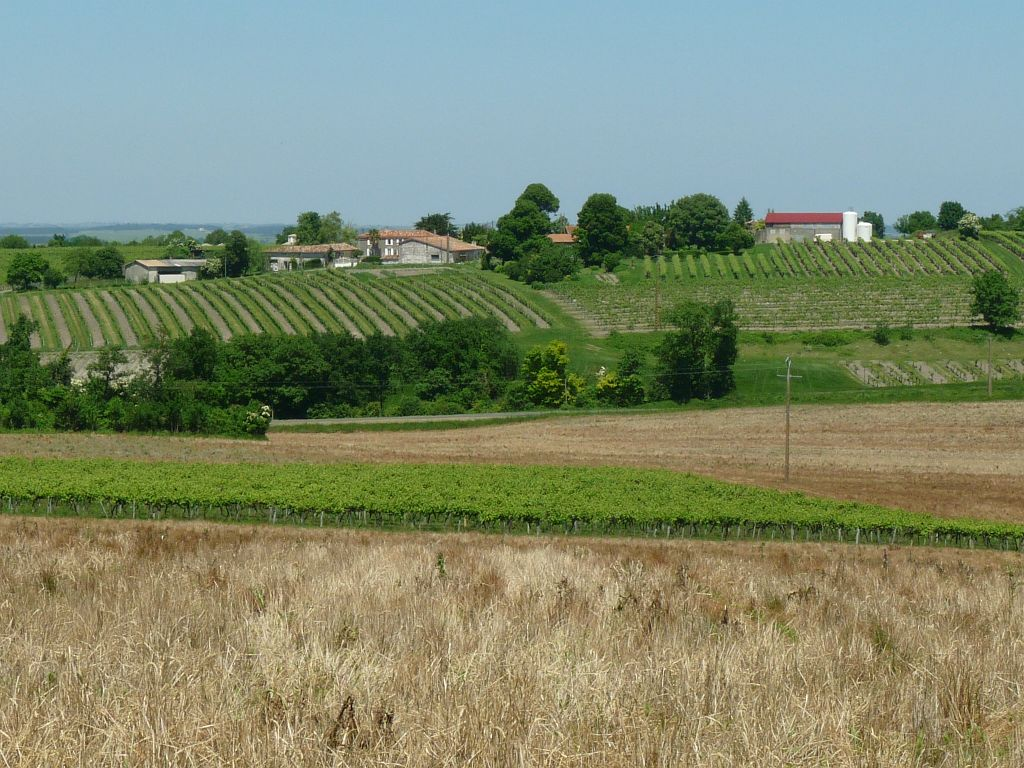
Vignobles vus du chemin de la Faye.

La viticulture occupe une grande partie de l'économie. Birac est située en Petite Champagne, dans la zone d'appellation d'origine contrôlée du cognac.
Certains producteurs vendent cognac, pineau des Charentes et vin de pays à la propriété.

## Lieux et monuments

### Patrimoine religieux

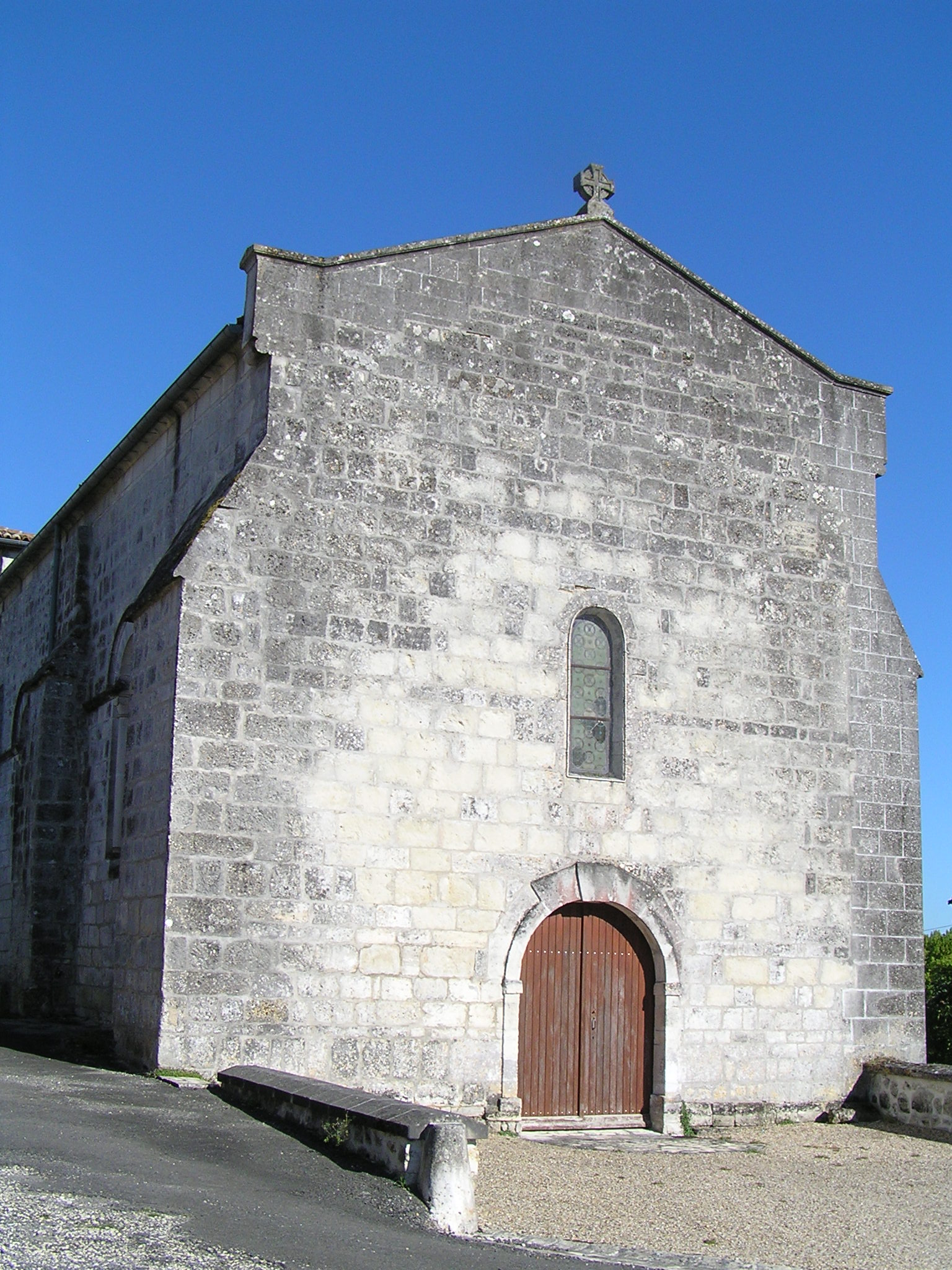
L'église Notre-Dame.

L'église paroissiale Notre-Dame date probablement du XIIIe siècle. Dévastée par les protestants durant les guerres de religion, sa toiture n'a été refaite qu'en 1630. Son chevet a été renové au XVe ou XVIe siècle, en croisée d'ogives à huit nervures. La façade a aussi été remontée à cette époque. Le clocher écroulé n'a pas été remonté. Plus récemment, sa nef a été revoûtée en 1900,.
La cloche date de 1879 et a été fondue à Saint-Émilion. Le mobilier de l'église comporte aussi de nombreux objets, dont des tableaux, un vitrail de 1883, un autel en marbre, une statue de la Vierge à l'Enfant du XVe siècle.
Une fontaine de guérison se trouvait toute proche, réputé pour la cicatrisation des plaies, et on suppose que la niche creusée dans un des contreforts du chevet abritait une statuette.

### Patrimoine civil
La commune compte de nombreux logis datant du XVIIe siècle, et remaniés au XIXe siècle : les logis de la Cure, des Gilberts, le Maine Charles et le Rosier,.
Le logis des Bouries comporte encore quelques parties du XVe siècle, mais a été agrandi les siècles suivants, dernièrement au XIXe siècle.
De nombreuses fermes charentaises avec cour et portail datent du XVIIe au XIXe siècle, comme à la Gallacherie.
Un lavoir communal complète le patrimoine.

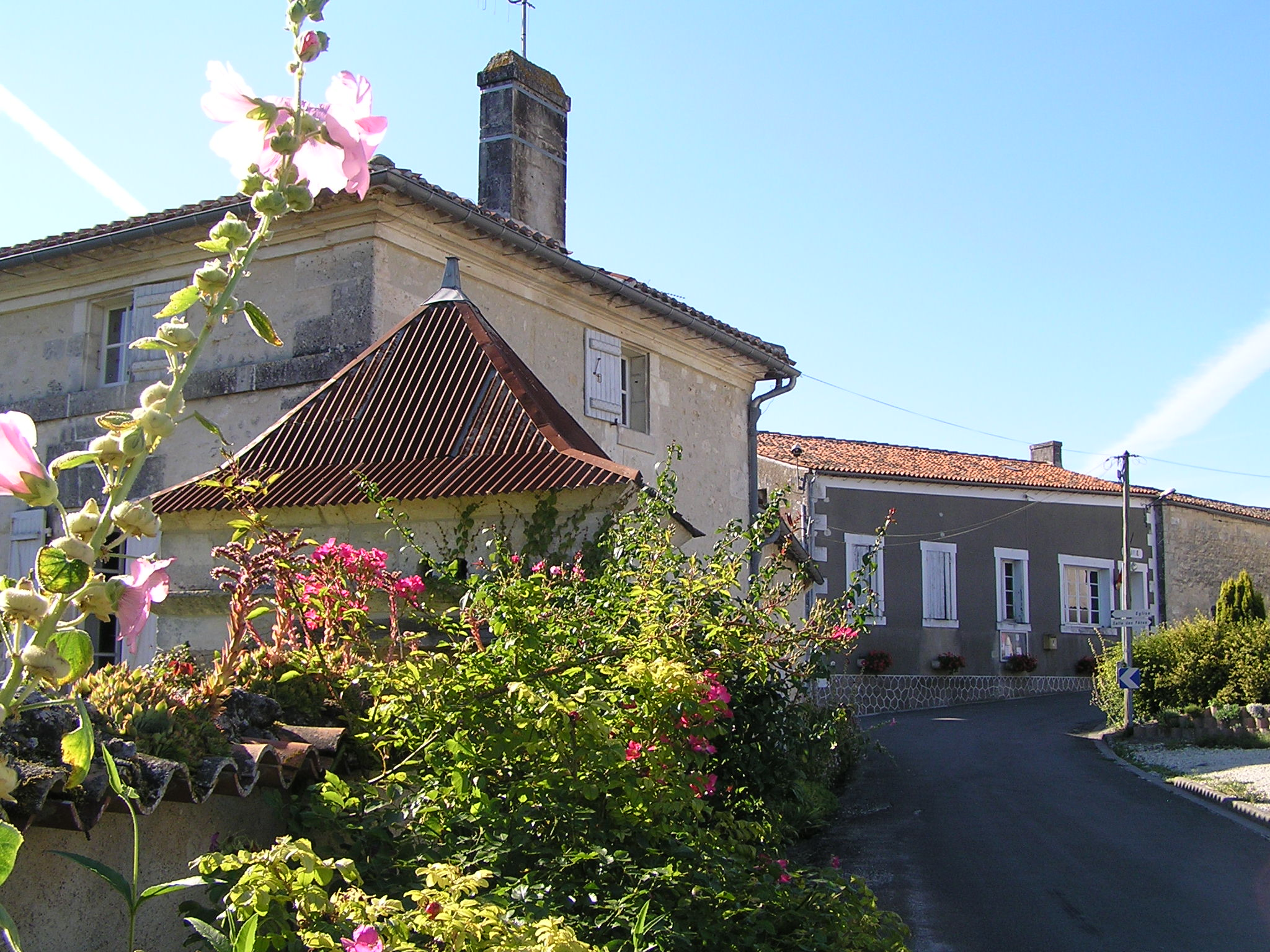
Maisons et pigeonnier.